# Меру (народ)
Меру — группа народов банту в Кении (в районе Меру): тигания, игембе, именти, миутини, иголи, мвимби, мутамби. Численность 1,63 млн человек..

## История
В начале 20-го века территория, занятая племенами меру, составила в Кении административно-территориальную единицу Меру. Региональное название дало начало этнониму. Впоследствии происходит процесс стирания различий между народами меру, сближения их с кикуйю, образования единой народности.

## Язык
Общаются на языке меру, иногда рассматриваемом как диалект языка кикуйю.

## Население

### Занятия
Традиционные занятия — ручное земледелие (террасное на склонах холмов), современные — плужное (просо, кукуруза, бобовые); скотоводство (преимущественно развит мелкий рогатый скот, крупный рогатый скот имеет главным образом престижную ценность). Развито отходничество.
Ремёсла — развитое гончарное ремесло (занятие женщин; производились горшки двух видов и воздуховоды для кузнечных мехов), плавка и ковка железа (изготовление оружия и украшений), плетение из растительного волокна, обработка кожи, резьба по дереву. В 20-м веке ремёсла приходят в упадок.

### Жилище
Традиционные разбросанные поселения. Жилище круглое, стены — переплетённые прутья (из жердей), глиняный каркас.

### Одежда
Одежда — накидка и передник из шкуры домашнего животного или растительного волокона.

### Пища
Пища — преимущественно растительная (каши приправами), в меньшей степени — молочные продукты; дефицит мяса (ели очень редко и в основном мужчины).

### Религия
Традиционные верования — культ предков, колдовство, знахарство.
Фольклор: древние мифы, сказки о животных, пословицы; ритуальные пляски, песни.

## Структура социума
Социальная организация основалась на системе пяти возрастных классов и патрилатеральных родовых подразделений.
Группы объединялись в три категории — «красные», «белые», «чёрные». Переход из одного возрастного класса в другой сопровождался обрядами инициации, осуществлялся через 10—15 лет, инициированное поколение получало собственное общее имя. Допускалась полигиния.

## Музей
В городе Меру действует посвящённый народу меру музей.